# رودغاو
ردغاو (بالألمانية: Rodgau) هي بلدة، مدينة و بلدة ألمانية تقع في ألمانيا في Offenbach. يقدر عدد سكانها بـ 45,436 نسمة .

## المدن التوأمة
مدن Puiseaux، Hainburg an der Donau، Nieuwpoort و Donja Stubica هي مدن توأمة لـردغاو.